# Phil Lanzon
Phil Lanzon, rodným jménem Philip James Lanzon (* 23. března, 1950) je hráč na klávesy v britské progressive rockové skupině Uriah Heep, kde působí od roku 1986.
Hrál též s Grand Prix, Grant & Forsyth, Johnem Lawtonem (bývalý člen Uriah Heep), Mickem Ronsonem, Chrisem Speddingem, Sweet a Tarracco.

## Životopis
V osmi letech se Lanzon začal učit hrát na piano. V roce 1966 hrál se svou první skupinou The Loose Ends, která hrála předělávky soulových skladeb. S touto skupinou procestoval Evropu. Poté od roku 1968 do roku 1969 hrál se skupinou The Cats Pyjamas. Nahrál s nimi několik singlů. Jedním z nich byla píseň "Baby I Love You" od The Ronettes. Lanzon se oženil, založil rodinu a začal studovat na hudební škole Guildhall school of Music and Drama. V roce 1977 se připojil ke skupině Romance s Neil Carterem, který později hrál s UFO a Gary Moorem.
Lanzon se objevil na dvou singlech Steve Glena "That's Alright by Me"/"Just the Way We Are"/"Down Among the Dead Men"/'I'm Alright Jack". V březnu 1985 se připojil ke skupině Operator. Jeho spoluhráči byli: Robin McAuley (zpěv), Chris Glen (baskytara), Mick O'Donoghue (kytara) a Phil Taylor (bicí; ex - Motorhead). V listopadu 1985 hrál klávesy na Naughty Ol' Santas Christmas Classics Phil Taylora.
V červenci 1985 hrál Lanzon na klávesy a bicí na albu Big Bang německé skupiny Tarraco, kteří nahrávali své album v Hamburku i v Londýně. Lanzon napsal jednu píeň a na další se podílel. V srpnu 1985 Lanzon od skupiny Tarraco odešel. V září 1985 se připojil ke skupině The Sweet a jezdil s nimi po turné v Austrálii a Asii. Sweet nahráli jejich živé album Live at the Marquee. Byl spoluautorem tří titulů na tomto albu, Jump the fence, Shot me down in flames, Over my head. V červenci 1986 Lanzon skupinu Sweet opustil.
Lanzon se pak připojil k Uriah Heep, kde nahradil Johna Sinclaira a odjel s nimi na US turné, zpěvákem byl tehdy Steff Fontaine. V únoru 1987 požádal Andy Scott Lanzona, aby hrál na debutovém singlu pub-rockové skupiny Paddy Goes to Holyhead. Lanzon byl v tu chvíli bez závazků a tak odjel do studia London Bridge Studio a nahrál singl a video k "The Green Green Grass of Home"/"(Telling Me) All Those Lies". V prosinci 1987 se Lanzon znovu vrátil do studia, aby nahrál maxi CD s cover songem "Delilah". Album Uriah Heep "Live in Moscow" bylo nahráno a vydáno v roce 1988.
V roce 1991 bylo vydáno album Different World, negativně hodnocené hudebními kritiky.V roce 1994 bylo vydáno maxi-CD se čtyřmi různými verzemi (techno/dance) slavné písně Gypsy.
V roce 1995 bylo vydáno dlouhodobě očekávané album Sea of Light. Na osmi z dvanácti písní měl Lanzon podíl jako skladatel, "Mistress of all time" je výhradně jeho vlastní dílo. V září 1998 vyšlo Sonic Origami, poslední album Uriah Heep, které bylo vydáno u Eagle Records. Během skandinávského turné v únoru 1999 začal Lanzon psát krátké povídky.

## Osobní život
Lanzon žije v hrabství East Kent se svou partnerkou Patinou. Ze společného manželství mají tři děti, devět vnoučat a jedno pravnouče.

## Diskografie
s umělci a skupinami:

### Steve Glen
- Look Left Look Right

### GMT
- War Games

### Grand Prix
- Grand Prix
- There For None To See
- Samurai

### Grant & Forsyth
- Let's Dance

### John Lawton & Steve Dunning
- Steppin' It Up (2002

### Lionheart
- Unearthed - Raiders of the Lost Archives

### Mick Ronson
- Memorial Show

### Chris Spedding
- I'm Not Like Everbody Else

### Sweet
- Hannover Sessions
- Live At The Marquee
- Chronology

### Tarracco
- Big Bang

### Uriah Heep
- Live in Moscow (live, 1988)
- Raging Silence (1989)
- Different World (1991)
- Sea of Light (1995)
- Spellbinder (live, 1996)
- Sonic Origami (1998)
- Future Echoes Of The Past (live, 2000)
- Acoustically Driven (live, 2001)
- Electrically Driven (live, 2001)
- The Magician's Birthday Party (live, 2002)
- Live in the USA (2003)
- Magic Night (live, 2004)
- Between Two Worlds (live, 2005)
- Wake the Sleeper (2008)
- Into The Wild (2011)
- Outsider (2014)
- Live at Koko London (2014)

### Sólo
- If You Think I'm Crazy! (2017)